# Coprniški muc
Coprniški muc je kratka sodobna pravljica napisana v verzih. Napisala jo je slovenska pesnica in mladinska pisateljica Svetlana Makarovič, ilustrirala pa Andreja Peklar. Izdala jo je založba Miš, leta 2008 v Ljubljani.

### Vsebina
Na začetku pravljice sta predstavljena čarovnica in maček, ki skupaj živita v koči. Osrednji del pravljice opisuje čarovničino potovanje okrog po svetu, ter učenje čaranja čarovničinega mačka. Na koncu je v pravljici predstavljeno, kako jima požar uniči kočo in vse čarovne knjige. Ker čarovnica brez čarnovih knjig ne zna čarati, začne gojiti kokoši in ljudem prodajati jajca, njen maček pa ponoči čara naokrog.

### Liki
- Glavna lika v pravljici sta čarovnica in črni maček. Skupaj živita v koči. Čarovnica je v pravljici predstavljena tipično (strašna čarovnica, stara, babnica, coprnica, vešča).
- Črni maček se medtem ko čarovnica potuje okrog po svetu uči čarovniške uroke iz čarovničine čarovne knjige.
- Stranski lik v pravljici so ljudje, ki živijo v daljnih krajih.

### Analiza pravljice
Coprniški muc je kratka sodobna pravljica napisana v verzih. Vsebuje nekaj značilnosti pravljice. Glavni lik je pravljično bitje (čarovnica) s tipičnimi značilnostmi (stara, strašna, babnica, coprnica). Kraj in čas nista natančno določena. Določimo ju lahko posredno (npr. koča, daljni kraji). Dogajalni prostor je opisan s kočo, v kateri sta maček in čarovnica živela. 
Pravljica je napisana v sedemnajstih kiticah, ki so sestavljene iz štirih verzov. Dogajanje se med posameznimi kiticami povezuje. Vsi verzi niso sestavljeni v rimah. Pogosto se pojavlja, da se v pravljici rimata zadnji besedi drugega in četrtega verza kitice (npr.: živela imela, kraje najraje, reči godi).